# Jown Cardona
Jown Anderson Cardona Agudelo, mais conhecido como Jown Cardona (Cáli, 9 de janeiro de 1995), é um futebolista colombiano que atua como meio-campista. Atualmente, joga pelo Deportivo Pasto.

## Carreira

### Inicio
Cardona começou sua carreira no Deportivo Cali. Também atuou em clubes como Real Santander e Cortuluá por empréstimo.

### Ceará
No meio de 2018, assinou com o Ceará.

### Deportivo Pasto
Sem espaço no Ceará, no começo de 2019 se transferiu ao Deportivo Pasto.

## Estatísticas
Até 10 de março de 2019.

### Clubes
| Clube             | Temporada         | Campeonato nacional | Campeonato nacional | Campeonato nacional | Copa nacional[a] | Copa nacional[a] | Copa nacional[a] | Competições continentais[b] | Competições continentais[b] | Competições continentais[b] | Outros torneios[c] | Outros torneios[c] | Outros torneios[c] | Total | Total | Total   |
| Clube             | Temporada         | Jogos               | Gols                | Assist.             | Jogos            | Gols             | Assist.          | Jogos                       | Gols                        | Assist.                     | Jogos              | Gols               | Assist.            | Jogos | Gols  | Assist. |
| ----------------- | ----------------- | ------------------- | ------------------- | ------------------- | ---------------- | ---------------- | ---------------- | --------------------------- | --------------------------- | --------------------------- | ------------------ | ------------------ | ------------------ | ----- | ----- | ------- |
| Deportivo Cali    | 2013              | —                   | —                   | —                   | 1                | 0                | 0                | —                           | —                           | —                           | —                  | —                  | —                  | 1     | 0     | 0       |
| Deportivo Cali    | 2014              | 1                   | 0                   | 0                   | 3                | 0                | 0                | —                           | —                           | —                           | —                  | —                  | —                  | 4     | 0     | 0       |
| Deportivo Cali    | Total             | 1                   | 0                   | 0                   | 4                | 0                | 0                | 0                           | 0                           | 0                           | 0                  | 0                  | 0                  | 5     | 0     | 0       |
| Real Santander    | 2015              | 6                   | 1                   | 0                   | 3                | 0                | 0                | —                           | —                           | —                           | —                  | —                  | —                  | 9     | 1     | 0       |
| Real Santander    | Total             | 6                   | 1                   | 0                   | 3                | 0                | 0                | 0                           | 0                           | 0                           | 0                  | 0                  | 0                  | 9     | 1     | 0       |
| Cortuluá          | 2016              | 43                  | 10                  | 0                   | 2                | 0                | 0                | —                           | —                           | —                           | —                  | —                  | —                  | 45    | 10    | 0       |
| Cortuluá          | Total             | 43                  | 10                  | 0                   | 2                | 0                | 0                | 0                           | 0                           | 0                           | 0                  | 0                  | 0                  | 45    | 10    | 0       |
| Deportivo Cali    | 2017              | 11                  | 0                   | 0                   | 3                | 0                | 0                | —                           | —                           | —                           | —                  | —                  | —                  | 14    | 0     | 0       |
| Deportivo Cali    | 2018              | 6                   | 1                   | 0                   | —                | —                | —                | —                           | —                           | —                           | —                  | —                  | —                  | 6     | 1     | 0       |
| Deportivo Cali    | Total             | 17                  | 1                   | 0                   | 3                | 0                | 0                | 0                           | 0                           | 0                           | 0                  | 0                  | 0                  | 20    | 1     | 0       |
| Ceará             | 2018              | 7                   | 0                   | 0                   | —                | —                | —                | —                           | —                           | —                           | —                  | —                  | —                  | 7     | 0     | 0       |
| Ceará             | Total             | 7                   | 0                   | 0                   | 0                | 0                | 0                | 0                           | 0                           | 0                           | 0                  | 0                  | 0                  | 7     | 0     | 0       |
| Deportivo Pasto   | 2019              | 22                  | 3                   | 2                   | —                | —                | —                | —                           | —                           | —                           | —                  | —                  | —                  | 22    | 3     | 2       |
| Deportivo Pasto   | Total             | 22                  | 3                   | 2                   | —                | —                | —                | —                           | —                           | —                           | —                  | —                  | —                  | 22    | 3     | 2       |
| León              | 2019              | 0                   | 0                   | 0                   | 0                | 0                | 0                | —                           | —                           | —                           | —                  | —                  | —                  | 0     | 0     | 0       |
| León              | Total             | 0                   | 0                   | 0                   | 0                | 0                | 0                | —                           | —                           | —                           | —                  | —                  | —                  | 0     | 0     | 0       |
| Total na carreira | Total na carreira | 96                  | 16                  | 2                   | 12               | 0                | 0                | 0                           | 0                           | 0                           | 0                  | 0                  | 0                  | 108   | 16    | 2       |

- a. ^ Jogos da Copa do Brasil
- b. ^ Jogos da Copa Sul-Americana
- c. ^ Jogos do Campeonato Cearense